# Dajana Kirillova
Dajana Kirillova (ryska: Даяна Кириллова), född 16 april 2002 i Kazan, Ryssland, är en rysk sångerska, som representerar sitt land i Junior Eurovision Song Contest 2013 med sin låt "Mechtaj".
I juli 2013 representerade hon också Ryssland i tävlingen för barn på musikfestivalen Slavianski Bazaar, där hon slutade på tredje plats.
Året innan hade hon med låten "Pjat' Minut do Uroka" kommit på andra plats i den nationella uttagningen till Junior Eurovision Song Contest 2012 i Amsterdam.